# GCaMP
GCaMP er en genetisk kodet calciumindikator oprindeligt udviklet i 2001 af Junichi Nakai. Det er en syntetisk fusion af grønt fluorescerende protein (GFP), calmodulin (CaM) og M13, en peptidsekvens fra myosin letkæde kinase. Når den er bundet til Ca2+, fluorescerer GCaMP grønt med en topexcitationsbølgelængde på 480 nm og en peak emission bølgelængde på 510 nm. Det bruges i biologisk forskning til at måle intracellulære Ca2+ niveauer både in vitro og in vivo ved hjælp af viralt transficeret eller transgene celle- og dyrelinjer. Den genetiske sekvens, der koder for GCaMP, kan indsættes under kontrol af promotorer eksklusivt for visse celletyper, hvilket muliggør celletypespecifik ekspression af GCaMP. Da Ca2+ er en second messenger, der bidrager til mange cellulære mekanismer og signalveje, tillader GCaMP forskere at kvantificere aktiviteten af Ca2+-baserede mekanismer og studere rollen af Ca2+ ioner i biologiske processer af interesse.